# Оборницький повіт
Оборницький повіт (пол. powiat obornicki) — один з 31 земських повітів Великопольського воєводства Польщі.
Утворений 1 січня 1999 року в результаті адміністративної реформи.

## Загальні дані
Повіт знаходиться у північно-центральній частині воєводства.
Адміністративний центр — місто Оборники.
Станом на 1.01.2008 населення становить 56 325 осіб, площа 711,04 км².

## Демографія
Демографічні дані повіту станом на 30.06.2005:
|       | Всього | Всього | Жінки  | Жінки | Чоловіки | Чоловіки |
| ----- | ------ | ------ | ------ | ----- | -------- | -------- |
|       | осіб   | %      | осіб   | %     | осіб     | %        |
| Повіт | 55 793 | 100    | 28 268 | 50,7  | 27 525   | 49,3     |
| Міста | 28 747 | 100    | 14 832 | 51,6  | 13 915   | 48,4     |
| Села  | 27 046 | 100    | 13 436 | 49,7  | 13 610   | 50,3     |